# Lučane (Chorwacja)
Lučane – wieś w Chorwacji, w żupanii splicko-dalmatyńskiej, w mieście Sinj. W 2011 roku liczyła 649 mieszkańców.